# Aleksi Jercog
Aleksi Jercog, italijansko-slovenski radijski urednik, publicist in glasbenik, * 10. april 1971, Trst
Leta 1991 je začel sodelovati z deželnim sedežem italijanske nacionalne RTV hiše RAI za Furlanijo Julijsko krajino, pri kateri je kot glasbeni urednik redno zaposlen od leta 2006. Na Radiu Trst A vodi oddaje Iz domače zakladnice, Jazz odtenki in Z naših prireditev ter urejuje druge glasbene sporede. Občasno dela kot snemalec in glasbeni producent. Je žirant festivalov ter glasbenih tekmovanj in revij, kot so Večer slovenskih viž v narečju (2016), Diaton (od 1998 dalje), Kraški muzikfešt (več izvedb) in zamejski izbor za Rock Otočec (več izvedb).
Med letoma 1998 in 2006 je bil zunanji sodelavec Primorskega dnevnika kot glasbeni recenzent, občasno pa je sodeloval pri zborniku Jadranski koledar. 
V prostem času je veliko let igral kot solist in z raznimi domačimi ansambli (nazadnje s Kvintetom Veseljaki), za katere je napisal več avtorskih skladb. V zadnjih letih sodeluje z vokalnim tercetom Kresnice in z bivšo Avsenikovo pevko Jožico Svete. V sezoni 2016/17 si je zamislil in uresničil prvo koncertno sezono Iz domače zakladnice, v kateri je nastopilo deset najboljših slovenskih in zamejskih narodno-zabavnih ansamblov. 

### Študij
Po letih študija harmonike je z odliko in pohvalo diplomiral iz zgodovine glasbe na leposlovni in filozofski fakulteti tržaške univerze. Na podlagi diplomske naloge o zgodovini in repertoarju harmonike (Giochi d’ance – Organologia e letteratura della fisarmonica) je nastala knjiga z naslovom La fisarmonica – Organologia e letteratura (1997), katere se študentje koncertne harmonike na italijanskih konservatorijih poslužujejo pri izpitu zgodovine in kulture tega glasbila.

### Zasebno
V družini so veliko poslušali Avsenikovo glasbo in se je zato zanjo navdušil že zelo mlad.

### Knjige
1. La fisarmonica – Organologia e letteratura, Caselle di Altivole, Physa, 1997
2. Super VI Scandalli – Una fisarmonica nella storia, Caselle di Altivole, Physa, 2004
3. S pesmijo našo – 50 let ob Avsenikovi glasbi na Tržaškem in Goriškem, Trst, Antony, 2005
4. S polko v svet – Glasbene poti bratov Avsenik, Begunje, Avsenik, 2008
5. Zlati zvoki – Katalog Avsenikove glasbe 1953–2016, Begunje, Avsenik, 2016
6. Slavko Avsenik – Življenje za glasbo, Ljubljana, Mladinska knjiga, 2017

### Pomembnejši članki in druge publikacije (izbor)
1. Giochi dance – Organologia e letteratura della fisarmonica [diplomsko delo], Trst, Università degli Studi di Trieste, Facoltà di Lettere e Filosofia, 1996
2. »Tržaško glasbeno vrenje od kleti do odra«, v zborniku Jadranski koledar ’99, Trst, 1998, str. 111–117
3. »Igra glasbenih kontaminacij«, v zborniku Jadranski koledar 2001, Trst, 2000, str. 222–228
4. »Kipeče udejstvovanje na področju zabavne in narodnozabavne glasbe«, v zborniku Jadranski koledar 2004, Trst, 2003, str. 128–134
5. »Sessant’anni della musica dei fratelli Avsenik«, v reviji Nuova fisa-Armonie, letnik 1, št. 1, september–oktober 2013, str. 19–20
6. »Ansambel bratov Avsenik skozi čas«, v reviji Moja Slovenija, letnik 6, št. 8, oktober 2013, str. 12–15
7. »Sedemdeset let Slavka Avsenika, očeta narodnozabavne glasbe«, v časopisu Primorski dnevnik, letnik 55, št. 274, 21. november 1999, str. 12–13
8. »Slavko Avsenik, živa legenda narodnozabavne glasbe«, v časopisu Primorski dnevnik, letnik 56, št. 170, 23. julij 2000, str. 15
9. »Castelfidardo, la Cremona delle fisarmoniche«, v reviji Flash News, letnik 1, št. 2, september 2005, str. 64–65
10. »Odslej na razpolago učbenik za diatonično harmoniko«, v reviji Primorska sozvočja, letnik 1, št. 3, junij 2000, str. 37
11. »Deset let v veseli družbi Zamejskega kvinteta«, v brošuri Zamejski kvintet 10 let, Trst, 2005, str. 1

## Filmografija

### Dokumentarni filmi
- Spomin – Naših 60 let ob Avsenikovih melodijah, RAI Slovenska televizija, 2013

## Diskografija

### Objavljene skladbe
- O me donzel, v notni zbirki Frutis – Antologia per coro a voci pari, Udine, Pizzicato, 2002

### Ton in/ali producentstvo in/ali mastering na zgoščenkah
(izbor po letnicah izdaje nosilcev zvoka)
1. Fuzz, The Garage Demo, demo CD, 1997
2. MePZ Hrast, dir. Hilarij Lavrenčič, Stezice, RAI Radio Trst A, 1999
3. Razni izvajalci, Ljudska pesem na 30. reviji Primorska poje, Sazas, b.n.d.
4. Staravrana, Staravrana, demo CD, 2000
5. Terroristi da bar, Terroristi da bar, demo CD, 2000
6. Nonet Primorsko, dir. Anton Baloh, Nonet, SKD Primorsko, 2000
7. MePZ Primorsko, dir. Anton Baloh, Pesem tebi, moj domači kraj, SKD Primorsko, 2001
8. Nomos Jazz Ensemble, Nomos Jazz Ensemble, demo CD, 2001
9. OPZ A. M. Slomšek, dir. Zdenka Kaučič Križmančič, Gradimo prijateljstvo – 30 let Otroškega pevskega zbora A. M. Slomšek iz Bazovice, Sazas 2001
10. DMPS Vesela pomlad in DVT Ver laetum, Zelenela lipica ... , Audio Ars, 2001
11. Serenade Ensemble, dir. Stefano Sacher, Kurt Weill mix, Nota, 2001
12. The Authentics, Demo 2002, demo CD, 2002
13. Latte di suocera, Latte di suocera, demo CD, 2002
14. Dirty Fingers, Dirty Fingers, demo CD, 2002
15. Iside, Iside, demo CD, 2002
16. The Ragtime Jazz Band, Marcolfa my dear – OST by Tomislav Hmeljak, demo CD, 2002
17. Funkimage, U-Turn, demo CD, 2002
18. Aleksi Jercog, Lonesome Paradise, demo CD, 2002
19. Razni izvajalci, XXIV Festival della Canzone Triestina, AK Records, 2002
20. Marijan Coretti, Mavrične poti, demo CD single, 2003
21. Razni izvajalci, 8. Glasbeni festival Nova scena – FENS 2003, demo CD, 2003
22. Walter Geromet, Saxophone Alto Solo, demo CD, 2003
23. Razni izvajalci, Revija kraških pihalnih godb, ZSKD/Sazas, 2004
24. Razni izvajalci, Super VI Scandalli – Una fisarmonica nella storia, Physa, 2004
25. OPZ in MlPZ SKPD Frančišek B. Sedej, dir. Eliana Humar, Pesem je naše veselje, SKPD Frančišek B. Sedej/Sazas 2005
26. Razni izvajalci, Natečaj cerkvenega zborovskega petja Bogomir in Mirko Špacapan [6 izvedb], demo CD, 2005-2011
27. Brane Jankovec, Večno lepe melodije, RTV Slovenija, 2005
28. Razni izvajalci, Mystic Venice – Albinoni, Vivaldi, Rivo Alto, 2005
29. Silvio Donati & Blue Art Ensemble, Andante – Suoni et atmosfere della laguna di Grado, Folkest, 2006
30. Walter Geromet & Raffaele Antimo Silvestre, Two Fantastics, Sazas, 2006
31. Ana Šimenc kvartet, Na moj način, demo CD, 2006
32. Godbeno društvo Mužika Sv. Lazar, Šavrinski venček, Sazas, 2007
33. Komorni zbor De profundis Kranj, dir. Branka Potočnik Krajnik, Poet tvoj nov Slovencem venec vije, Sazas, 2008
34. Niko Peršič s prijatelji, Spomine iz Švedske, demo CD, 2008
35. Orchestra Filarmonia Veneta, dir. Romolo Gessi, New York, New York – Il fantastico mondo del musical, Rivo Alto, 2008
36. Marko Manin, Poklon Slavku Avseniku, Sazas, 2009
37. Igmar Jenner & Borut Mori, Perunika ... Live!, demo CD, 2009
38. Godbeno društvo Prosek, Na odru, Sazas, 2009
39. Razni izvajalci, Großes Oberkrainer Festival – 10 Jahre Oberkrainerclub, Krainer Musik, 2009
40. Funkimage, Live, demo CD, 2010
41. Cheryl Porter with Orchestra Classica del Veneto, dir. Dino Doni, Cheryl Porter with Orchestra Classica del Veneto, demo CD, 2010
42. Ansambel Taims, Štitikrat deset, RTV Slovenija, 2011
43. Bojan Glavina, Zvočne pokrajine – Sonic Landscapes, DSS/RTV Slovenija, 2011
44. Marko Manin z gosti, ... in mir na Zemlji, demo CD, 2012
45. Marko Manin, Čar božične noči, Sazas, 2013
46. Razni izvajalci, 14. Večer slovenskih viž v narečju, Radio Sora/Sazas, 2014
47. Pevski zbor Tončka Čok, dir. Manuel Purger, Stenčnik, Sazas, 2015

### Spremne besede k zgoščenkam
1. Ano ur'co al pej dvej, Za zmjer’n, Sazas, 2017
2. Tullio Možina, Če kamin se ne kadi, Založništvo tržaškega tiska, 2015
3. Manuel Šavron, Between Worlds, Sazas, 2012
4. Ansambel Taims, Štitikrat deset, RTV Slovenija, 2011
5. Sebastiano Zorza, Una fisarmonica per gli amici – Omaggio a Slavko Avsenik, AVF, 2000